# Liste der Top-30-Schellackplatten von Benny Goodman
In der Liste der Top-30-Schellackplatten von Benny Goodman sind alle Stücke des Orchesters sowie seine Trio-, Quartett und Sextett-Einspielungen aufgenommen, die zwischen 1931 und 1953 die Hitparaden (Top 30) der Vereinigten Staaten erreichten, darunter 18 Nummer-eins-Hits zwischen 1934 (Moonglow) und 1943 (Somebody Else Is Taking My Place). Der Musikhistoriker Joel Whitburn wertete hierzu für sein Buch Pop Memories 1890-1954 verschiedene Hitparaden parallel aus, darunter auch Verkäufe von Noten, Radioeinsätze, offizielle Verkaufslisten der Musiklabels sowie Charts aus dem Branchenblatt Variety. Die Daten beziehen sich also nicht nur auf das Magazin Billboard, das erst seit Ende 1935 / Anfang 1936 eine wöchentliche Hitparade veröffentlicht hatte.

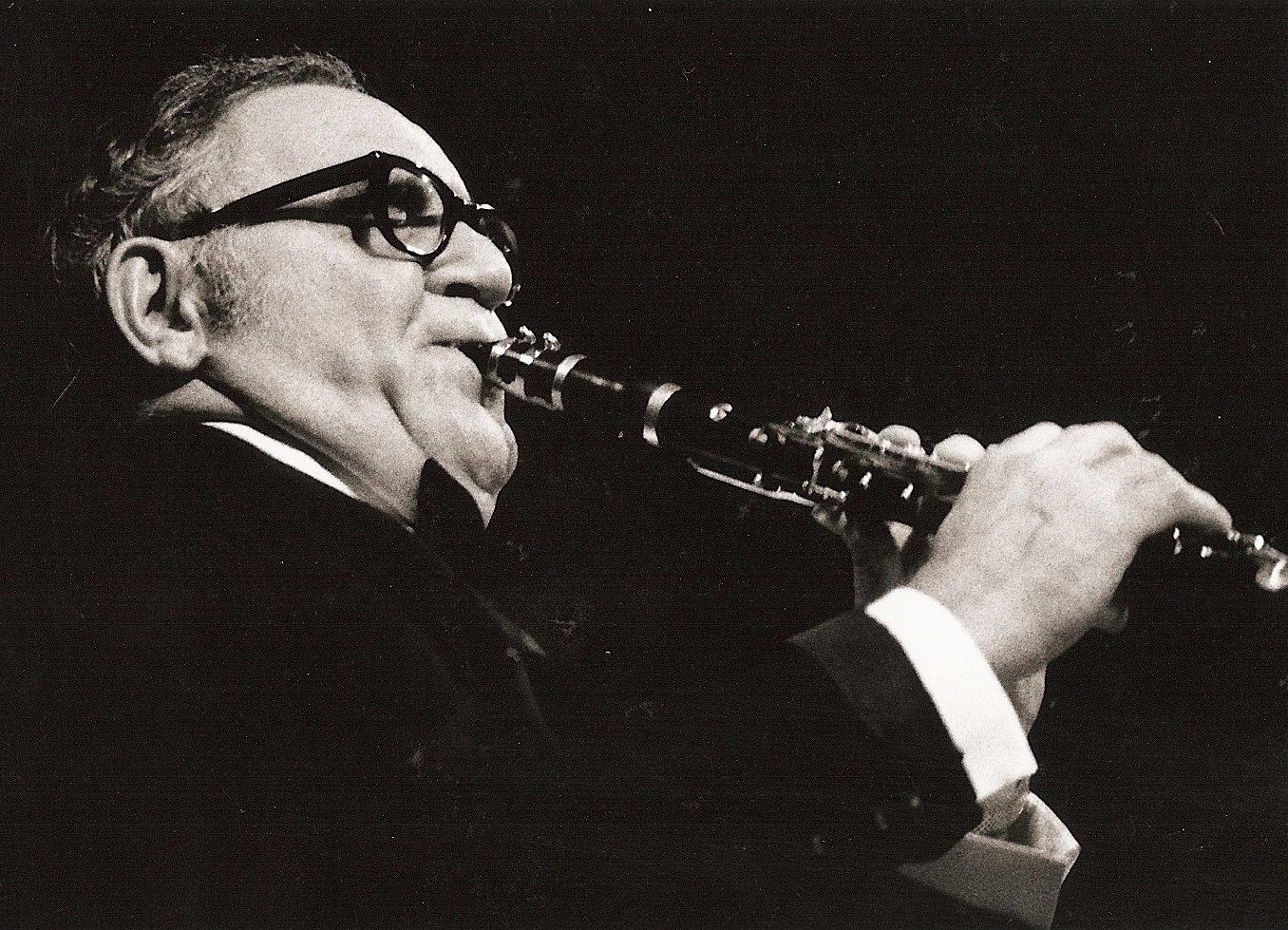
Benny Goodman während eines Konzerts in Nürnberg (1971)

Auf Schellackplatten vertrieben wurden neben reinen Jazz-Titeln auch „als ‚kommerziell‘ eingestufte Erfolgsaufnahmen, eben die vom großen Publikum akzeptierten Titel. Denn diese waren im und neben dem Radio das wohl wichtigste Medium; sie machten die Musiker bekannt, gaben ihnen die Chance für weitere Aufnahmen und verhalfen ihnen zu Einnahmen.“ Die chronologische Liste verdeutlicht auch „den allmählichen Geschmackswandel zu mehr Jazz und dann auch wieder die Abkehr von jazzbetonter Musik im Laufe der Jahre“ und „die große Bedeutung der Jazzmusiker für die gesamte populäre Musik vor allem die der 1930er und 1940er Jahre (…) Etliche der Songs aus Filmen und Musicals hatten nur durch sie Erfolg in den Charts und wurden durch die Jazz- und Swing-Versionen zu Evergreens“.

## Die Orchester-Aufnahmen
| Titel, Komponist(en)                                                                                      | Musiklabel, Katalog-Nr. | Datum der Aufnahme | Datum des Charteintritts | Höchste Platzierung | Wochen | Anmerkungen |
| --- | ----------------------- | ------------------ | ------------------------ | ------------------- | ------ | --- |
| He’s Not Worth Your Tears (Dixon – Rose – Warren)                                                         | Melotone 12023          | 7. November 1931   | 3. Januar 1931           | 20                  | 1      | Harry Warrens „seichter Schlager“ stammt aus einer Phase eher obskurer und kommerzieller Aufnahmetätigkeit Goodmans. Am 15. Januar 1931 war er auch dabei, als der Titel vom Orchester Ben Selvin mit der Sängerin Helen Rowland eingespielt wurde. |
| Ain’tcha Glad (Andy Razaf – Fats Waller)                                                                  | Columbia 2835           | 18. Oktober 1933   | 9. Dezember 1933         | 6                   | 9      | Fats Waller selbst nahm den Titel nie auf; mit dem Arrangement von Arthur Schutt war dies der erste Hit, den Goodman mit dem Schlagzeuger Gene Krupa in der Band erzielte; gleichzeitig die erste von John Hammond produzierte Session, zunächst für die englische Columbia. Wenige Tage später nahm Goodman noch eine Vokalversion des Titels mit Chick Bullock auf. B-Seite der 78er für den europäischen Markt war I Gotta Right to Sing the Blues;                                                    |
| I Gotta Right to Sing the Blues (Ted Koehler – Harold Arlen)                                              | Columbia 2835           | 18. Oktober 1933   | 13. Januar 1934          | 20                  | 1      | Nach Cab Calloway und Louis Armstrong konnten Goodman und Vokalist Jack Teagarden den Koehler-Arlen-Song aus dem Musical Earl Carroll Vanities (1932) noch einmal in die Charts bringen, der zur Erkennungsmelodie Teagardens und zu einem viel gespielten Jazzstandard wurde. Von der 78er wurden 5000 Exemplare verkauft |
| Riffin’ the Scotch (Goodman – Dick McDonough – Buck)                                                      | Columbia                | 18. Dezember 1933  | 27. Januar 1934          | 6                   | 5      | Nach dem Erfolg von I Gotta Right to Sing the Blues produzierte John Hammond das Goodman-Orchester fortan für die amerikanische Columbia Riffin’ the Scotch war der erste Erfolgstitel der jungen Vokalistin Billie Holiday; Goodman spielte ihn in gleicher Besetzung 1934 noch einmal als Instrumentalversion für eine Radioaufnahme ein. James Lincoln Collier erwähnt, dass „es nicht so unüblich für weiße Bands [war], schwarze Sänger zu begleiten. Ein Sänger gehört schließlich nicht zur Band.“ |
| Ol’ Pappy (Symes – Neiburg – Livingstone)                                                                 | Columbia 2892           | 2. Februar 1934    | 24. Februar 1934         | 8                   | 5      | Dies war die erste Veröffentlichung eines Titels, den auch Adrian Rollini und Jack Teagarden im Repertoire hatten. |
| Basin Street Blues (Spencer Williams)                                                                     | Columbia 2914           | 9. Februar 1931    | 5. Mai 1934              | 14                  | 3      | Nicht mit seinem regulären Orchester, sondern unter der Bandbezeichnung The Charleston Chasers erschien die drei Jahre alte Aufnahme; in der Band spielten u. a. Glenn Miller, Gene Krupa, Harry Schutt, Jack und Charlie Teagarden. „Das erste Solo hat einen wirklichen Blues zur Grundlage, das zweite Solo dagegen wird über das bekannte Hauptthema gespielt, das […] ein gewöhnlicher popular song ist,“ so J. L. Collier.                                                                          |
| I Ain’t Lazy, I’m Just Dreaming (Franklin)                                                                | Columbia 2923           | 14. Mai 1934       | 26. Mai 1934             | 6                   | 10     | Populärer Song von Isham Jones, der in den 1950er Jahren noch einmal durch Red Foley beliebt war. |
| Moonglow (Hudson)                                                                                         | Columbia 2927           | 14. Mai 1934       | 16. Juni 1934            | 1(1)                | 15     | Moonglow war der erste von 16 Nummer-1-Hits Benny Goodmans. Viermal kam er 1934 in die Charts, wurde zu einem viel gespielten Standard und war von da an ständig in Goodmans Repertoire. |
| Take My Word (Mills – Pease – Carter)                                                                     | Columbia 2947           | 16. August 1934    | 15. September 1934       | 5                   | 6      | Komponist Benny Carter arrangierte den Titel für Benny Goodman & His Music Hall Orchestra, der auch von Bunny Berigan und Artie Shaw eingespielt wurde. Mit in der Goodman-Band waren hier u. a. Claude Thornhill, George Van Eps und Arthur Rollini. |
| It Happens to the Best of Friends (Parish – Bloom)                                                        | Columbia 2947           | 16. August 1934    | 22. September 1934       | 14                  | 3      | Entstanden bei der Take My Word-Session und ebenfalls von Benny Carter arrangiert. Der Titel taucht nur einmal in Goodmans Diskographie auf. |
| Bugle Call Rag (Pettis – Mills – Schoebel)                                                                | Columbia 2958           | 16. August 1934    | 13. Oktober 1934         | 5                   | 4      | Von der gleichen Session stammender Erfolgstitel, der erstmals durch Red Nichols & His Five Pennies in die Charts kam und diesmal von Dean Kincade arrangiert wurde. |
| I’m a Hundred Percent for You (Parish – Mills – Oakland)                                                  | Columbia 2988           | 26. November 1934  | 5. Januar 1935           | 8                   | 5      | In die US-Charts kam dieser Song nur durch Benny Goodman; Fats Waller nahm ihn 1935 ebenfalls auf. Bandvokalistin ist hier Helen Ward. J. L. Collier schrieb über die Bedeutung der Sängerin für Goodman: „Helen Ward klang wie die Nachbarstochter, die auf dem Heimweg von der Schule sang. Dieser 'unverfälschte' Stil wirkte direkt und persönlich, als ob jedermann im Publikum gemeinsam mit der Sängerin im Wohnzimmer saß.“                                                                       |
| Blue Moon (Rodgers – Hart)                                                                                | Columbia 3003           | 15. Januar 1935    | 26. Januar 1935          | 2(2)                | 8      | Für diese Session wurde Music Hall aus dem Bandnamen entfernt; ebenso beendete Goodman seinen Kontrakt bei Columbia und wechselte zu RCA Victor, für das ab April 1935 Aufnahmen begannen. |
| Throwin’ Stones at the Sun (Simon – Hueston – Mysels)                                                     | Columbia 3003           | 15. Januar 1935    | 16. Februar 1935         | 16                  | 2      | Die Rückseite von Blue Moon, erneut mit der Sängerin Helen Ward. Mit in der Band sind Pee Wee Erwin, Toots Mondello, Hymie Schertzer, Frank Froeba, George Van Eps und Gene Krupa. |
| Music Hall Rag (Goodman)                                                                                  | Columbia 3011           | 26. November 1934  | 16. Februar 1935         | 9                   | 10     | In der gleichen Woche kam ein weiterer Titel der letzten Columbia-Session in die Hitparaden. „Eine Aufnahme, die in ihrem Tempo und Arrangement an die schnellen Titel des Casa Loma Orchestra erinnert, das mit solchen Stücken unglaublichen Erfolg verbuchen konnte. Goodman benutzte die Harmonien von The World is Waiting for the Sunrise aus dem Jahr 1919, eines seiner bevorzugten Themen.“ |
| Clouds (Sammy Cahn – Walter Donaldson)                                                                    | Columbia 3015           | 19. Februar 1935   | 16. März 1935            | 16                  | 3      | Der Song erschien nur einmal in Goodmans Diskographie und wurde auch von Ray Noble aufgenommen. Das Arrangement stammt von Fletcher Henderson, der Gesang von Ray Hendricks. |
| Night Wind (Rothberg – Pollack)                                                                           | Columbia 3015           | 19. Februar 1935   | 30. März 1935            | 9                   | 6      | Auch der letzte für Columbia aufgenommene Titel wurde ein großer Hit. |
| I Was Lucky (Marshall – Stern)                                                                            | Columbia 3018           | 19. Februar 1935   | 30. März 1935            | 6                   | 8      | Ein weiterer Hit aus der Session vom 19. Februar und ein Song aus dem Filmmusical Folies-Bergère, wo ihn Maurice Chevalier sang. Vokalist dieser Aufnahme, die von Spud Murphy arrangiert wurde, war wieder Helen Ward. |
| Singing a Happy Song (Meskill – Stern)                                                                    | Columbia 3018           | 19. Februar 1935   | 20. April 1935           | 19                  | 1      | Ein weiterer Hit aus der Session vom 19. Februar; damit hatte alle Titel dieser Session die Charts erreicht. |
| The Dixieland Band (Johnny Mercer – Hanighan)                                                             | Victor 25009            | 4. April 1935      | 27. April 1935           | 11                  | 3      | Schon bei der ersten RCA-Session des Goodman-Orchesters entstand ein weiterer Hit, den Goodman einige Wochen zuvor im gleichen Arrangement für Columbia aufgenommen hatte. |
| The Dixieland Band (Mercer – Hanighan)                                                                    | Columbia 3033           | 15. Januar 1935    | 4. Mai 1935              | 10                  | 9      | Auch die zuvor bei Columbia aufgenommene, nahezu identische Version von The Dixieland Band erreichte die Top 20. |
| You’re a Heavenly Thing (Young – Little)                                                                  | Victor 25021            | 19. April 1935     | 18. Mai 1935             | 12                  | 4      | Populär wurde der Song im Radio durch den Pianisten und Sänger Little Jack Little. Fletcher Henderson schrieb das Arrangement für diese Version des Titels, der lange von Goodman gespielt wurde. |
| Japanese Sandman (Egan – Whiting)                                                                         | Victor 25024            | 19. April 1935     | 8. Juni 1935             | 10                  | 3      | Ein Song aus dem Jahr 1930, der durch die Vaudeville-Sängerin Nora Bayes populär war und durch Goodman zu einem Jazz-Klassiker wurde. |
| Ballad in Blue (Kahal – Carmichael)                                                                       | Victor 25081            | 25. Juni 1935      | 17. August 1935          | 9                   | 4      | Ballad in Blue war einer der weniger bekannten Songs von Hoagy Carmichael, der zwar einen Text hatte, doch wegen der harmonischen Sprünge schwer zu singen war. Der Titel wurde zwei Monate vor jenem historischen Konzert im Palomar Ballroom von Los Angeles aufgenommen, bei dem die Goodman-Band ihren endgültigen Durchbruch feierte und den Beginn der Swingära einläutete. |
| Sometimes I’m Happy (Irving Caesar – Vincent Youmans)                                                     | Victor 25090            | 1. Juli 1935       | 14. September 1935       | 12                  | 4      | Ein Song aus dem Musical Hit the Deck (1927). |
| King Porter Stomp (Morton)                                                                                | Victor 25090            | 1. Juli 1935       | 14. September 1935       | 12                  | 4      | Nachdem Fletcher Henderson bereits zweimal mit der Komposition von Jelly Roll Morton (1902) in die Charts gekommen war, wurde der Titel mit Hendersons Arrangement zum Jazz-Klassiker, den Goodman zeitlebens in seinem Repertoire behielt. Zum Bestandteil des Arrangements wurde Bunny Berigans Trompeten-Einleitung. |
| Jingle Bells (James Pierpont)                                                                             | Victor 25145            | 1. Juli 1935       | 26. Oktober 1935         | 18                  | 1      | Der Weihnachtsschlager kam mit Goodman erstmals in die Top-20. |
| No Other One (Seymour – Lawnhurst)                                                                        | Victor 25193            | 22. November 1935  | 14. Dezember 1935        | 5                   | 5      | Bob Crosby und der Sänger Little Jack Little spielten den Song ebenfalls ein. |
| Eeny Meeny Miney Mo (Johnny Mercer – Matty Malneck)                                                       | Victor 25195            | 22. November 1935  | 21. Dezember 1935        | 7                   | 8      | Ein Erfolgssong aus dem Musikfilm to Beat the Band, der auch von Teddy Wilson mit Billie Holiday gespielt wurde. |
| Goodbye (Gordon Jenkins)                                                                                  | Victor 25215            | 27. September 1935 | 8. Februar 1936          | 20                  | 1      | „Die kurze Zeit, die Goodbye unter den Top 20 weilte, ist wohl auch damit zu begründen, dass diese Melodie ohnehin nahezu täglich im Rundfunk zu hören war.“ |
| It’s Been So Long (Adamson – Walter Donaldson)                                                            | Victor 25245            | 24. Januar 1936    | 15. Februar 1936         | 1(2)                | 13     | Benny Goodmans zweiter Nummer-1-Hit nach Moonglow 1934. Der Song erklang auch in der Filmbiographie The Benny Goodman Story (1955). |
| Goody Goody (Johnny Mercer – Matty Malneck)                                                               | Victor 25245            | 24. Januar 1936    | 29. Februar 1936         | 1(6)                | 13     | Der mit It’s Been So Long gekoppelte Song wurde Goodmans dritter Nummer-1-Hit. |
| Christopher Columbus (Andy Razaf – Berry)                                                                 | Victor 25279            | 20. März 1936      | 25. April 1936           | 9                   | 4      | Fletcher Henderson schrieb das Arrangement seines Bruders Horace Henderson nur geringfügig um, bevor er selbst den Titel mit dem Arrangement von Horace aufnahm und in die Charts kam. |
| I Know That You Know (Caldwell – Youmans)                                                                 | Victor 25290            | 20. März 1936      | 2. Mai 1936              | 14                  | 2      | Ein zehn Jahre alter Song kam durch Goodman in die Charts und wurde zu einem Jazzstandard, interpretiert von Nat Cole, Art Tatum und Teddy Wilson. Geschrieben wurde der Song für das Musical Oh, Please! (1926) und in vielen Filmen und Musicals eingesetzt. |
| The Glory of Love (Hill)                                                                                  | Victor 25316            | 23. April 1936     | 23. Mai 1936             | 1(6)                | 15     | Goodmans vierter Nr.-1-Hit, der trotz des Erfolgs – sechs Wochen an der Spitze – nur in seiner Version in die Charts kam. 1967 wurde der Song in dem Film Rate mal, wer zum Essen kommt mit Katharine Hepburn und Spencer Tracy eingesetzt. |
| Stardust (Parrish – carmichael)                                                                           | Victor 25320            | 23. April 1936     | 30. Mai 1936             | 2(2)                | 10     | Zum achten Mal erschien Hoagy Carmichaels großer Hit in den Charts; auf der Rückseite der Schallplatte befand sich Tommy Dorseys Version von Stardust, die auf #19 der Charts stieg. |
| You Can’t Pull the Wool Over My Eyes (Ager – Newman – Mencher)                                            | Victor 25316            | 26. Oktober 1934   | 5. Mai 1934              | 19                  | 1      | Die B-Seite von glory of Love; es war die einzige Hit-Notierung dieses Titels. |
| These Foolish Things (Marvell – Strachey – Link)                                                          | Victor 25351            | 15. Juni 1936      | 27. Juni 1936            | 1(2)                | 13     | Benny Goodmans fünfter Nummer-1-Hit, der sich mit dieser Version endgültig als Jazzklassiker etablierte; weitere Interpretationen legten Teddy Wilson mit Billie Holiday sowie das Orchester von Joe Sanders vor. |
| Stomping at the Savoy (Razaf – Goodman – Webb – Sampson)                                                  | Victor 25247            | 24. Januar 1936    | 11. Juli 1936            | 11                  | 7      | Co-Komponist Edgar Sampson schrieb auch das Arrangement für Goodman, der durch seine Autorenhinzufügung an den Tantiemen beteiligt war. Ein Geschäft auf Gegenseitigkeit; so ist auch der Name Chick Webbs bei der Urheberangabe zu sehen. Rex Stewart gab an, das Stück 1933 mit Nelson Hurd und Sampson komponiert zu haben; damals hieß es Misty Morn und fungiert als Stewarts Erkennungsmelodie. |
| Swingtime in the Rockies (Goodman – Mundy)                                                                | Victor 25355            | 15. Juni 1936      | 15. August 1936          | 2(1)                | 5      | Jimmy Mundy schrieb die Melodie in seiner Zeit bei Earl Hines als Take It Easy; „Mundys schnelles, straffes Arrangement ergibt ein großartiges Beispiel für den energiegeladenen Benny-Goodman-Swing.“ |
| In a Sentimental Mood (Kurtz – Mills – Ellington)                                                         | Victor 25351            | 15. Juni 1936      | 22. August 1936          | 13                  | 4      | Nach dem Duke Ellington Orchestra (1935) und vor der Version der Mills Blue Rhythm Band kam Ellingtons Klassiker zum zweiten Mal in die Charts. |
| Moonglow (Mills – Will Hudson – Eddie DeLange)                                                            | Victor 25398            | 21. August 1936    | 26. September 1936       | 8                   | 3      | Will Hudson schrieb den Song als Erkennungsmelodie für seine Band und Joe Venuti nahm ihn 1933 erstmals auf; es folgten in den Hitparaden erfolgreiche Versionen des Songs von Goodman, Duke Ellington, Cab Calloway und Glen Grays Casa Loma Orchestra. |
| St. Louis Blues (W. C. Handy)                                                                             | Victor 25411            | 21. August 1936    | 24. Oktober 1936         | 20                  | 1      | Es war die zwölfte Notierung des Klassikers in den Charts, dem noch vier weitere Jazz-Versionen folgen sollten. |
| Organ Grinder’s Swing (Parish – Mills – Hudson)                                                           | Victor                  | 26. Oktober 1934   | 5. Mai 1936              | 19                  | 1      | Damit kam Will Hudsons Komposition vorerst zum letzten Mal in die Charts, bis sie durch eine Aufnahme der Vokalgruppe Four Aces 1953 noch einmal Erfolg haben sollte. |
| When a Lady Meets a Gentleman Down South (Cleary – Krakeur – Oppenheim)                                   | Victor 25434            | 7. Oktober 1936    | 21. November 1936        | 17                  | 1      | Nur einmal erschien dieser Song in den Charts, von dem es nur wenige Jazz-Einspielungen, wie etwa von Putney Dandridge gab. |
| Bugle Call Rag (Jack Pettis – Billy Mills – Elmer Schoebel)                                               | Victor 25467            | 5. November 1936   | 12. Dezember 1936        | 13                  | 3      | Wieder war Jimmy Mundy der Arrangeur, mit dem Bugle Call Rag zum zweiten Mal durch Goodman in die Charts kam. Sie wurde zu einem Swingklassiker und zeitlebens in dieser Form im Repertoire Benny Goodmans, wenn er mit seiner Bigband auftrat. |
| Goodnight My Love (Mack Gordon – Harry Revel)                                                             | Victor 25461            | 5. November 1936   | 16. Januar 1937          | 1(4)                | 13     | Die Gordon-Revel-Nummer von 1935 bescherte dem Goodman-Orchester den siebten Nummer-1-Hit. Die Fans konnten die Platte nur kurze Zeit kaufen, denn Decca ließ den Verkauf der Victor-Scheiben aus vertragsrechtlichen Gründen stoppen, weil Goodmans Bandsängerin Ella Fitzgerald mit Chick Webb bei Decca unter Vertrag stand. |
| Smoke Dreams (Freed – Brown)                                                                              | Victor 21137            | 26. Oktober 1937   | 5. Mai 1937              | 19                  | 1      | Arthur Freeds und Nacio Herb Browns Komposition wurde erstmals in der Krimikomödie After the Thin Man (Dünner Mann, 2. Fall, 1936, mit William Powell, James Stewart und Myrna Loy) präsentiert. Weitere Swing-Versionen spielten Red Norvo und Nat Gonella ein, Goodmans Version war jedoch die einzige unter den Top 20. |
| This Year’s Kisses (Irving Berlin)                                                                        | Victor 25505            | 30. Dezember 1936  | 30. Januar 1937          | 1(3)                | 10     | Erstmals sang Alice Faye diesen Berlin-Song in dem Film On the Avenue (1937). Neben Goodmans erfolgreicher Version kamen Hal Kemp und Shep Fields sowie Teddy Wilson mit Billie Holiday mit ihm in die Charts. |
| Gee! But You’re Swell (Tobias – Baer)                                                                     | Victor 25486            | 9. Dezember 1936   | 12. Februar 1937         | 14                  | 3      | B-Seite des Goodman-Hits Smoke Dreams. Neben der Version des Sweetband-Leaders Russ Morgan war dies die einzige Chart-Notierung dieses Titels, den auch Putney Dandridge und Chick Webb einspielten. |
| Never Should Have Told You (Franklin – Friend)                                                            | Victor 25500            | 30. Dezember 1936  | 13. Februar 1937         | 18                  | 1      | Goodmans Bandsängerin war hier Margaret McCrae, die nach This Year’s Kisses ihren zweiten Hiterfolg hatte. Sie verließ die Goodman-Band zum 31. Dezember; ihre Nachfolgerin wurde Francis Hunt. |
| I Want to Be Happy (Caesar – Youmans)                                                                     | Victor 25510            | 15. Januar 1937    | 20. Februar 1937         | 17                  | 1      | I Want to Be Happy war der erste Hit mit der bald klassischen Trompetengruppe des Orchesters aus Ziggy Elman, Chris Griffin und Harry James, der seit Januar ’37 zur Band gehörte. Der Vincent-Youmans-Song stammte aus dem Broadway-Musical No, No, Nanette und wurde zu einem Klassiker. Nach Red Nichols war der Titel noch einmal in einer Jazz-Version in den Charts. Das Arrangement stammte von Fletcher Henderson.                                                                                |
| He Ain’t Got Rhythm (Berlin)                                                                              | Victor 25505            | 30. Dezember 1936  | 27. Februar 1937         | 20                  | 1      | Irving Berlin schrieb diesen Song für Alice Faye und die Ritz Brothers in den Film-Musical On the Avenue (1937). Jimmy Mundy arrangierte den Song, der der einzige war, den der Basie-Sänger Jimmy Rushing bei Goodman aufnahm. |
| Stomping at the Savoy (Razaf – Goodman – Webb – Sampson)                                                  | Victor 25521            | 2. Dezember 1936   | 6. März 1937             | 4                   | 5      | Noch einmal kam der Klassiker von Edgar Sampson unter die Top 20 und war damit fünf Mal in den Charts verzeichnet, in der Version des Sweetband-Leiters Ozzie Nelson und zweimal in der von Chick Webb. |
| Peckin’ (Pollack – James)                                                                                 | Victor 25621            | 6. Juli 1937       | 31. Juli 1937            | 8                   | 3      | Peckin’ schrieb Harry James mit seinem damaligen Bandleader Ben Pollack und hatte ihn bereits im September 1936 aufgenommen. Erst die Version Goodmans mit dem Arrangement von James brachte den Erfolg des Instrumentals mit dem 1937 auch Bing Crosby und Cab Calloway Hits hatten; weitere Jazzversionen legten u. a. Duke Ellington, Nat Gonella und Johnny Hodges vor. Peckin’ war der Name eines Tanzes, der im New Yorker Cotton Club entstand.                                                    |
| Afraid to Dream (Gordon – Revel)                                                                          | Victor 25627            | 7. Juli 1937       | 14. August 1937          | 6                   | 10     | Dies war die einzige Aufnahme mit der Bandsängerin Betty Van. Mack Gordon und Harry Revel schrieben den Song für das Film-Musical You Can’t Have Everything (1937). Weitere Versionen des Songs, der nur in Goodmans Fassung in die Charts kam, legten Connee Boswell, Louis Prima und Artie Shaw vor. |
| Bob White (Whatcha Gonna Swing Tonight) (Mercer – Hanighan)                                               | Victor 25683            | 6. September 1937  | 30. Oktober 1937         | 15                  | 2      | Zuvor hatte Connee Boswell mit Bing Crosby 1937 mit diesem Song einen Hit; nach Goodmans Version folgte Mildred Bailey. Der Titel bezog sich auf die Vogelart Virginische Wachtel, deren Ruf so ähnlich klingt wie „Bob White“. |
| Loch Lomod (traditional)                                                                                  | Victor 25717            | 12. November 1937  | 18. Dezember 1937        | 12                  | 4      | Die Melodie basiert auf einem alten schottischen Volkslied; Maxine Sullivan war mit dem Song in dieser Woche ebenso erfolgreich. Bandvokalisten im Goodman-Orchester sind Martha Tilton und Goodman selbst. |
| Can’t Teach My Old Heart New Tricks (Mercer – Whiting)                                                    | Victor 25711            | 22. Oktober 1937   | 11. Dezember 1937        | 14                  | 2      | Ein Song aus dem Film-Musical Hollywood Hotel von 1937. |
| The Man I Love (Gershwin – Gershwin)                                                                      | Victor 25644            | 30. Juli 1937      | 11. September 1937       | 20                  | 1      | Benny Goodman erweckte den Gershwin-Song aus dem Musical Lady, Be Good, der 1928 vier Mal in den Hitparaden stand, zu neuem Leben und machte ihn zu einem viel gespielten Jazzstandard, der auch zeitlebens in Goodmans Repertoire blieb. |
| You Took the Word Right Out of My Heart (Robin – Rainger)                                                 | Victor 25720            | 12. November 1937  | 1. Januar 1938           | 9                   | 9      | Leo Robin und Ralph Rainger verfassten den Song für Dorothy Lamour, Leif Erickson und das Film-Musical The Big Broadcast of 1938; er kam zuerst in der Version des Shep-Fields-Orchesters in die Charts; auch das Casa Loma Orchestra spielte ihn. |
| Bei Mir Bist Du Schoen (Means That You’re Grand) (Sholom Secunda, Jacob Jacobs, Sammy Cahn, Saul Chaplin) | Victor 25751            | 29. Dezember 1937  | 29. Januar 1938          | 4                   | 4      | Ab 1. Januar 1938 hatten die The Andrews Sisters damit einen Nummer-1-Hit, Guy Lombardo erreichte mit seiner Version #2; kurz danach kam Russ Morgan damit in die Charts, doch es war Goodmans Version, die sich durch den Trompetenpart von Ziggy Elman (im zweiten Teil der Aufnahme) am meisten bei den Musikfreunden einprägte und es zu einem Jazzstandard machte. |
| It’s Wonderful (Parish – Smith)                                                                           | Victor 25727            | 2. Dezember 1937   | 5. März 1938             | 7                   | 9      | Goodman war der einzige, der mit dem Song des Jazzviolinisten Stuff Smith in die Charts kam; Bandsängerin war Martha Tilton. Der Song wurde auch von Louis Armstrong, Red Norvo mit Mildred Bailey, Bob Crosby und Maxine Sullivan interpretiert. |
| Don’t Be That Way (Benny Goodman – Mitchell Parish – Edgar Sampson)                                       | Victor 25792            | 16. Februar 1938   | 12. März 1938            | 1(5)                | 13     | → Hauptartikel : Don’t Be That Way |
| I Let a Song Go Out of My Heart (Nemo – Mills – Ellington)                                                | Victor 25840            | 27. April 1938     | 14. Mai 1938             | 1(1)                | 9      | Es war die zweite Hit-Notierung des Klassikers von Duke Ellington, der mit seiner Version ab März für 19 Wochen notiert war. |
| Sing, Sing, Sing (Intro Christopher Columbus) (Prima)                                                     | Victor 25796            | 6. Juli 1937       | 9. April 1938            | 7                   | 6      | Das schlichte Lied von Louis Prima, der es 1936 aufgenommen hatte, wurde von Goodmans Musikern mit Fragmenten aus Christopher Columbus versetzt; mit dieser neuen Version bespielte Goodman zwei Seiten einer 78er. Sing, Sing, Sing war auch die Sensation bei Goodmans Carnegie-Hall-Konzert am 16. Januar 1938. Hinzu kam, dass Krupa mit diesem Titel das Schlagzeug zu einem beliebten Soloinstrument im Jazz machte.                                                                                |
| Please Be Kind (Cahn – Chaplin)                                                                           | Victor 25814            | 9. März 1938       | 16. April 1938           | 14                  | 4      | Goodman hatte etliche Musiker aus der Basie-Band ins Orchester geholt, hierzu zählten u. a. Freddie Green, Walter Page und Lester Young. Nachdem Gene Krupa die Band verlassen hatte und bevor Dave Tough seinen Platz einnahm, war Lionel Hampton der Schlagzeuger. Bandvokalistin bei Please Be Kind war Martha Tilton. In dieser Zeit waren auch Red Norvo und Bob Crosby mit der Nummer in den Charts.                                                                                                |
| One O’Clock Jump (Basie)                                                                                  | Victor 25792            | 16. Februar 1938   | 23. April 1938           | 8                   | 5      | Das Stück war Erkennungsmelodie von Count Basie, der es großzügig an Goodman weitergab, die schließlich mehr verkauft wurde als die von Basie. Nach Basies Hit, Harry James’ Erfolgsversion und Goodmans Chartnotierung kam der Titel noch zwei Mal in die Hitparaden: 1941 durch die Metronome All-Stars und 1947 ein weiteres Mal durch Count Basie. |
| I Let a Song Go Out of My Heart (Nemo – Mills – Ellington)                                                | Victor 25840            | 22. April 1938     | 14. Mai 1938             | 1(1)                | 9      | Die zweite Hit-Notierung des Ellington-Klassikers, der ab dem 26. März bereits für 19 Wochen in den Charts war. |
| Why’d Ya Me Fall in Love (Walter Donaldson)                                                               | Victor 25846            | 22. April 1938     | 21. Mai 1938             | 12                  | 6      | Das Arrangement dieses Songs schrieb Eddie Sauter, der in den nächsten Jahren noch große Bedeutung für die Goodman-Band haben sollte. Weitere Aufnahmen gab es diesem Jahr von Jan Savitt und Glenn Miller. |
| Flat Foot Boogie (Gaillard – Stewart – Green)                                                             | Victor 25871            | 31. Mai 1938       | 25. Juni 1938            | 7                   | 5      | Goodman sorgte für die zweite Hitplatzierung des Nonsense-Songs von Slim Gaillard und Slam Stewart. Kurz danach kam Louis Armstrongs Version des Titels in die Charts. |
| (I’ve Been) Savin’ Myself for You (Cahn – Chaplin)                                                        | Victor 25867            | 28. Mai 1938       | 9. Juli 1938             | 12                  | 3      | Ein Song, der in dieser Zeit auch von Ella Fitzgerald, Fletcher Henderson und Red Norvo mit Mildred Bailey aufgenommen wurde; doch nur die Goodman-Version kam in die Charts. |
| Feelin’ High and Happy (Ted Koehler – Bloom)                                                              | Victor 25840            | 22. April 1938     | 16. Juli 1938            | 11                  | 4      | Ein Song, der nur mit dem Goodman-Orchester in die Charts kam. Weitere Aufnahmen gab es von Gene Krupa und Hot Lips Page. |
| What Goes On Here in My Heart (Robin – Rainger)                                                           | Victor 25878            | 28. Mai 1938       | 30. Juli 1938            | 3                   | 8      | Ein Song aus dem Musical Give Me a Sailor (1938), in dem es Jack Whiting und Betty Grable sangen. Nur Goodman hatte damit einen Hit; weitere Versionen gab es von Henry Busse, Frank Dailey, Dick Jurgens und Gene Krupa. |
| Lullaby in Rhythm (Hirsch – Goodman – sampson – Profit)                                                   | Victor 25827            | 8. April 1938      | 20. August 1938          | 14                  | 4      | Ein weiterer Song von Edgar Sampson. Nur Goodman war mit dem „Wiegenlied“ in den Charts platziert; weitere Versionen legten Woody Herman und Harry James vor. |
| I’ve Got a Date With a Dream (Gordon – Revel)                                                             | Victor 26000            | 12. Juli 1938      | 10. September 1938       | 4                   | 9      | Ein Gordon-Revel-Song aus dem Film-Musical My Lucky Star (mit Sonja Henie), der auch von Billie Holiday aufgenommen wurde. |
| A Little Kiss at Twilight (Robin – Rainger)                                                               | Victor 25878            | 31. Mai 1938       | 24. September 1938       | 7                   | 1      | Martha Raye sang das Lied erstmals in dem Film-Musical Give me a sailor (1938, mit Bob Hope, Betty Grable). Es war die einzige Aufnahme des Songs im Jazzbereich. |
| Could You Pass in Love? (Gordon – Revel)                                                                  | Victor 26000            | 11. Juli 1938      | 8. Oktober 1938          | 20                  | 1      | Ein Song aus dem Film My Lucky Star (1938, mit Sonja Henie), den auch Jan Savitt einspielte, aber nur mit Goodman in den Charts Erfolg hatte. |
| When I Go -Dreamin’ (Reichner – Boland)                                                                   | Victor 26087            | 12. August 1938    | 5. November 1938         | 11                  | 5      | Ein Titel, der auch von Jan Savitt eingespielt wurde, doch nur Goodmans Version mit der Bandvokalistin Martha Tilton kam in die Charts. |
| Bumble Bee Stomp (Henderson – Woode)                                                                      | Victor 26087            | 13. Oktober 1938   | 19. November 1938        | 10                  | 5      | Fletcher Henderson schrieb und arrangierte diesen Titel, an dem möglicherweise auch Spud Murphy mitgewirkt hatte. |
| Is That the Way to Treat a Sweetheart? (Tobias – Simon)                                                   | Victor 26082            | 13. Oktober 1938   | 19. November 1938        | 15                  | 2      | Nur Benny Goodman erreichte mit diesem Tagesschlager die Charts; der auch durch den Sweetbandleader Tommy Tucker bekannt war. |
| What Have You Got That Gets Me? (Robin – Rainger)                                                         | Victor 26053            | 14. September 1938 | 3. Dezember 1938         | 6                   | 7      | Erstmals wurde der Song in dem Film-Musical Artists and Models, Abroad (1938) präsentiert. In den Charts war der Song nur einmal, der auch von Bob Crosby, Mildred Bailey, Jan Savitt und Kay Kyser eingespielt wurde. |
| This Can’t Be Love (Rodgers und Hart)                                                                     | Victor 26099            | 16. Oktober 1938   | 17. Dezember 1938        | 2(1)                | 13     | Lorenz Hart und Richard Rodgers schrieb den Song für das Broadway-Musical The Boys from Syracuse. Zuvor war der Song mit Horace Heidt in den Charts verzeichnet; im Jazz wurde er aber nur von Goodman und Les Brown eingespielt. |
| Topsy (Durham – Battle)                                                                                   | Victor 26107            | 10. November 1938  | 17. Dezember 1938        | 14                  | 1      | Topsy gehörte zu einer Reihe von Songs, die der Trompeter Edgar Battle und der Gitarrist Eddie Durham für die Uncle Tom’s Cabin Suite schrieben. Count Basie nahm 1937 eine Fassung von Topsy auf, dessen Arrangement auch die Basis für die Goodman-Version war. |
| I Have Eyes (Robin – Rainger)                                                                             | Victor 26071            | 12. September 1938 | 24. Dezember 1938        | 6                   | 5      | Den Song aus dem Filmmusical Artists and Models (1937), hier mit dem Arrangement von Fletcher Henderson, sang wieder Martha Tilton. Ab Januar 1939 wurde der Song auch durch Bob Crosby zum Hit. |
| You’re a Sweet Little Headache (Robin – Rainer)                                                           | Victor 26071            | 12. September 1938 | 31. Dezember 1938        | 6                   | 6      | Bing Crosby machte den Song in dem Filmmusical Paris Honeymoon (1939) bekannt; doch schon zuvor wurden von den Verlegern die Noten versandt, um das Lied durch populäre Interpreten bekannter zu machen. In den Charts waren nur Goodman und Crosby mit dem Song vertreten, der auch von Les Brown, Red Norvo und Artie Shaw aufgenommen wurde. |
| I Must See Annie Tonight (Friend – Franklin)                                                              | Victor 26110            | 23. November 1938  | 31. Dezember 1938        | 13                  | 2      | Bekannt war der Song durch das Sweet-Orchester von Guy Lombardo. Im Jazz gab es nur noch eine Aufnahme durch Nat Gonella mit dem Orchester von John Kirby. |
| May Honey’s Lovin’ Arms (Ruby – Meyer)                                                                    | Victor 26095            | 23. November 1938  | 7. Januar 1939           | 14                  | 1      | Fletcher Henderson arrangierte den alten Song, mit dem die California Ramblers erfolgreich waren. Es war Harry James’ letzter Hit mit der Goodman-Band. |
| And the Angels Sing (Mercer – Elman)                                                                      | Victor 26170            | 1. Februar 1939    | 22. April 1939           | 1(3)                | 14     | And the Angels Sing war Goodmans zehnter Nummer-1-Hit, dessen Grundlage Ziggy Elmans Melodie Frahlich in Swing war, die er auf der Basis eines jüdischen Riffs komponiert hatte. Johnny Mercer war von der Melodie begeistert und den Text für einen der erfolgreichsten Titel der Swingära, mit dem auch Bing Crosby und Count Basie erfolgreich waren. |
| Rose of Washington Square (MacDonald – Henry)                                                             | Victor 26230            | 7. April 1939      | 20. Mai 1939             | 10                  | 3      | Der Song stammte aus dem Broadway-Musical Ziegfeld Midnight Frolic (1920) und wurde durch das Filmmusical Rose of Washington Square (1939, mit Tyrone Power) wieder aktuell, in dem es Alice Faye sang. |
| Blue Orchids (Carmichael)                                                                                 | Columbia 35211          | 16. August 1939    | 30. September 1939       | 7                   | 6      | Nach dem Verlassen von Victor Records war dies die erste Session für Columbia, bei der Goodman gleich zwei Titel einspielte, die in die Top 20 kamen, What’s New und Hoagy Carmichaels Blue Orchids mit der Bandsängerin Louise Tobin, die auf eine Schallplatte erschienen. 1939 kam auch Bob Crosby mit Blue Orchids in die Charts. |
| I Didn’t Know What Time It Was (Rodgers und Hart)                                                         | Columbia 35230          | 13. September 1939 | 28. Oktober 1939         | 6                   | 13     | Hart und Rodgers schrieben den Song für ihr Broadway-Musical Two Many Girls. Nicht zuletzt durch Goodmans Aufnahme mit Vokalistin Louis Tobin wurde er zu einem Klassiker des Great American Songbook. Auch Jimmy Dorsey kam mit dem Song in die Top 20. |
| What’s New? (Burke – Haggart)                                                                             | Columbia 35211          | 16. August 1939    | 11. November 1939        | 7                   | 6      | Im Gegensatz zur Bob Crosby-Fassung war What’s New? kein Feature für die Trompete – hier dominiert wie in den meisten Goodman-Aufnahmen die Klarinette. Weitere Aufnahmen des späteren Jazzstandards machten in dieser Zeit u. a. auch Jess Stacy und Charlie Barnet. |
| Scatter-Brain ()                                                                                          | Columbia 35241          | 13. September 1939 | 18. November 1939        | 9                   | 8      | Populär war dieser Song durch den Co-Komponisten Frankie Masters und sein Orchester, der damit einen Nummer-1-Hit hatte. Goodman erreichte nach Freddy Martin als Dritter die Charts mit dem Song, den auch Van Alexander einspielte. |
| I Thought About You (Mercer – Van Heusen)                                                                 | Columbia 35313          | 20. Oktober 1939   | 30. Dezember 1939        | 17                  | 2      | Der inzwischen zum Jazz-Klassiker gewordene Tagesschlager von Johnny Mercer und Jimmy Van Heusen, mit dem nur Goodman unter die Top 20 kam und den in dieser Zeit auch Will Bradley, Bob Crosby und Hal Kemp aufnahmen. |
| Bluebirds in the Moonlight (Robin – Rainger)                                                              | Columbia 35289          | 24. Oktober 1939   | 6. Januar 1940           | 15                  | 3      | Der Song stammte aus dem Soundtrack des Cartoonfilms Gulliver’s Travel von 1939. Neben Goodman waren auch Dick Jurgens und Glenn Miller mit dem Song in den Charts erfolgreich. |
| Darn That Dream (DeLange – Van Heusen)                                                                    | Columbia 35331          | 22. November 1939  | 27. Januar 1940          | 1(1)                | 11     | Jimmy Van Heusen (Musik) und Eddie DeLange (Text) schrieben den Song für das erfolglose Musical Swingin’ the Dream (1939), in dem ihn u. a. Maxine Sullivan, Louis Armstrong und Dorothy Dandridge vorstellten. |
| What’s the Matter with Me? (Lewis – Shand)                                                                | Columbia 35374          | 16. Januar 1940    | 2. März 1940             | 19                  | 1      | Weitere Aufnahmen des Songs machten Ella Fitzgerald, Glenn Miller und Claude Hopkins, jedoch nur Goodman kam mit seiner Aufnahme unter die Top 20. |
| How High the Moon (Hamilton – Lewis)                                                                      | Columbia 35391          | 7. Februar 1940    | 23. März 1940            | 6                   | 9      | Benny Goodman gebührt die Ehre, den Song aus dem Broadway-Musical Two for the Show zu einem Jazz-Klassiker gemacht zu haben. Vor Goodman nahmen lediglich Larry Clinton und Harry James den Titel auf. |
| I Can’t Resist You (Wewer – Donalson)                                                                     | Columbia 35574          | 3. Juli 1940       | 6. Juni 1940             | 13                  | 2      | Bandsängerin war Helen Forrest, Arrangeur Eddie Sauter; B-Seite war der Goodman-Hit Dreaming Out Lord, der ab 26. Oktober in die Charts kam. Auch Jimmy Dorsey und Van Alexander nahmen den Song auf. |
| The Fable of the Rose (Reichner – Myrow)                                                                  | Columbia 35391          | 7. Februar 1940    | 20. Juli 1940            | 20                  | 1      | Ein Tagesschlager, den damals viele Swing-Orchester aufnahmen, wie auch Buster Bailey, Charlie Barnet, das Casa Loma Orchestra und Jimmy Dorsey mit Frank Sinatra. Die Bandvokalistin ist Helen Forrest. |
| The Hour of Parting (Kahn – Spoliansky)                                                                   | Columbia 35527          | 16. April 1940     | 17. August 1940          | 19                  | 1      | The Hour of Parting schrieb der in Russland geborene, bis 1933 in Berlin tätige Mischa Spoliansky (eigentlich Arno Billing, 1898–1985), den englischen Text schrieb Gus Kahn. Durch Goodmans Aufnahme wurde der Titel populär und auch von Red Nichols (1936), Maxine Sullivan (1940) und Teddy Wilson (1937) aufgenommen. |
| Dreaming Out Loud (Coslow)                                                                                | Columbia 35574          | 3. Juli 1940       | 26. Oktober 1940         | 24                  | 1      | Der Songwriter Sam Coslow schrieb ihn für das gleichnamige Film-Musical. Auch Artie Shaw nahm den Song mit Martha Tilton auf. Goodmans Vokalistin ist wieder Helen Forrest. |
| There’ll Be Some Changes Made (Higgins – Overstreet)                                                      | Columbia 35210          | 10. August 1939    | 1. März 1941             | 1(4)                | 11     | In den von Glenn Miller, Tommy & Jimmy Dorsey und Artie Shaw dominierten Charts gelang Goodmans Orchester erst wieder am 1. März 1941 ein großer Hit mit There’ll Be Some Changes Made, der durch Ethel Waters (1922) und Sophie Tucker (1928) populär war. Auch Gene Krupa kam mit seiner Version kurz danach in die Charts. |
| Perfidia (Tonight) (Leeds – Dominguez)                                                                    | Columbia 35962          | 28. Januar 1941    | 29. März 1941            | 11                  | 1      | Dies war die vierte Notierung des mexikanischen Songs in den Charts, dem noch die Version Glenn Millers ab dem 19. April folgte. |
| Intermezzo (A Love Story) (Provost – Henning)                                                             | Columbia 36050          | 27. März 1941      | 3. Mai 1941              | 10                  | 2      | Intermezzo war die Titelmelodie des gleichnamigen schwedischen Spielfilms (1936, mit Ingrid Bergman); der Song war 1941 insgesamt mit neun Versionen in den Charts verzeichnet. Weitere Aufnahmen im Jazzbereich legten Charlie Spivak und Woody Herman vor. |
| My Sister and I (Zaret – Whitney – Kramer)                                                                | Columbia 36022          | 4. März 1941       | 17. Mai 1941             | 20                  | 1      | Dies war nach Jimmy Dorsey die letzte Swing-Aufnahme des Songs; Sängerin war Helen Forrest, außerdem in Goodmans Band Cootie Williams, Jimmy Guarnieri, Lou McGarity, Cutty Cutshall, Georgie Auld, Artie Bernstein und Dave Tough. |
| Somebody Else Is Taking My Place (Howard – Morgan _ Ellsworth)                                            | OKeh 6497               | 13. November 1941  | 7. März 1942             | 1(3)                | 13     | Der Song stammte von dem Sweetband-Leader Russ Morgan; Erfolg hatte er erst 1942, als sich der Titel auf die in den Krieg ziehenden jungen Männer und ihre zurückbleibenden Frauen bzw. Freundinnen übertragen ließ. Auch Bunny Berigan und Claude Thornhill nahmen den Titel auf, der auch in den Film-Musicals Strictly on the Groove (1942) und Call of the Canyon (1942, mit Gene Autry) gesungen wurde.                                                                                              |
| A String of Pearls (DeLange – Gray)                                                                       | OKeh 6590               | 5. Februar 1942    | 21. März 1942            | 15                  | 2      | Der Song, der auch 1944 mit Glenn Miller in die Charts kam, war gekoppelt mit Goodmans nachfolgendem Nummer-1-Hit Jersey Bounce. |
| Jersey Bounce (Plater – Bradshaw – Johnson – Wright)                                                      | OKeh 6590               | 23. Februar 1942   | 28. März 1942            | 1(4)                | 21     | 1941 spielte Earl Hines erstmals diesen Titel ein, der 1942 in drei Versionen in den Charts notiert war, neben Goodman in der nicht ganz so erfolgreichen Fassung des Sweetband-Leaders Shep Fields und ab Mai 1942 in der von Jimmy Dorsey. |
| My Little Cousin (Lewis – Braverman – Coben)                                                              | OKeh 6606               | 5. Februar 1942    | 11. April 1942           | 14                  | 3      | Nur Goodman war mit dem Song in den Charts zu finden; weitere Aufnahmen stammten von Bunny Berigan, Jimmy Dorsey (mit Helen O’Connell) und Red Norvo mit Mildred Bailey. |
| We’ll Meet Again (Charles – Parker)                                                                       | OKeh 6644               | 12. März 1942      | 23. Mai 1942             | 16                  | 2      | Der patriotische Song war 1939 von Hugh Charles (Text) und Albert R. Parker (Musik) komponiert worden. Bekannt machte ihn in England das Orchester von Lew Stone; er wurde schnell zur Hymne, „die alles das ausdrückte, was die Menschen im Zweiten Weltkrieg beiderseits der Fronten dachten und aussprachen.“ In den USA kam der Song ab 1941 durch Kay Kyser und Guy Lombardo in die Charts; letztmals 1954 durch Vera Lynn.                                                                          |
| Full Moon (Noche de Luna) (Russel – Curiel – Odette)                                                      | OKeh 6652               | 12. März 1942      | 13. Juni 1942            | 22                  | 1      | Ein mexikanischer Song von Gonzalo Curiel und Marcelene Odette, zu dem Bob Russell einen englischen Text geschrieben hatte. Goodman und Jimmy Dorsey waren damit in den Charts. |
| Idaho ()                                                                                                  | Columbia 36613          | 17. Juni 1942      | 15. August 1942          | 4                   | 7      | Jesse Stone schrieb den Song, der u. a. durch Goodmans Version zu einem Jazz-Klassiker wurde. Neben Goodman war auch Alvino Rey mit dem Song in den Charts notiert, den auch Les Hite aufnahm. |
| Take Me (David – Bloom)                                                                                   | Columbia 36613          | 17. Juni 1942      | 22. August 1942          | 10                  | 1      | Die B-Seite von Idaho war ein Tagesschlager, der mit Goodmans Version seine letzte Chart-Notierung nach Jimmy und Tommy Dorsey erlebte. |
| Serenade in Blue (Gordon – Warren)                                                                        | Columbia 36622          | 17. Juni 1942      | 17. Oktober 1942         | 17                  | 2      | Bekannt wurde der Evergreen durch Glenn Miller in dem Film Orchestra Wives (1942). |
| Why Don’t You Do Right? (McCoy)                                                                           | Columbia 36652          | 27. Juni 1942      | 3. Januar 1943           | 4                   | 19     | Peggy Lee und Goodmans Orchester stellten den Song erstmals in dem Film-Musical Stage Door Canteen (1943) vor, der fortan eng mit der Sängerin verbunden blieb. Nur diese Version gelangte in die Charts, denn der bald einsetzende Recording ban verhinderte weitere Aufnahmen dieses Songs. |
| Taking a Chance on Love (Latouche – Fetter – Duke)                                                        | Columbia 35869          | 29. November 1940  | 24. April 1943           | 1(3)                | 14     | Premiere hatte der Vernon-Duke-Song durch Ethel Waters in dem Broadway-Musical Cabin in the Sky (1940). Kurz danach nahm das Goodman-Orchester den Song mit Bandvokalistin Helen Forrest auf, den später auch Ella Fitzgerald, Teddy Powell und Ethel Waters einspielten. |
| Cabin in the Sky (Latouche – Duke)                                                                        | Columbia 35869          | 29. November 1940  | 12. Juni 1943            | 19                  | 1      | Auch die B-Seite von Taking a Chance on Love stammte von der Session im November mit Helen Forrest; ebenfalls ein Song von Vernon Duke aus dem gleichnamigen Musical, wo ihn Ethel Waters gesungen hatte. Cabin in the Sky nahmen auch Ella Fitzgerald, Fats Waller und Ethel Waters auf. |
| Mission to Moscow (Powell)                                                                                | Columbia 36680          | 30. Juli 1942      | 9. Oktober 1943          | 12                  | 1      | Der Songtitel wurde von dem damaligen Buch-Bestseller von Joseph E. Davies übernommen, der amerikanischer Botschafter in der UdSSR war, hat aber auch keinen Bezug zum gleichnamigen Spielfilm von Michael Curtiz. Es war die letzte Session Goodmans vor dem Aufnahmeverbot; erst Ende 1944 konnte das Goodman-Orchester nach etlichen V-Discs wieder Schallplatten für Columbia einspielen, nachdem der Recording ban für RCA Victor und Columbia am 22. November 1944 beendet war.                     |
| And the Angels Sing (Mercer – Elman)                                                                      | Victor 26170            | 1. Februar 1939    | 28. Oktober 1944         | 27                  | 1      | Eine Neuauflage des Nummer-1-Hits durch RCA Victor; damit war der Song von Johnny Mercer zum vierten und letzten Mal in den Charts platziert. |
| Evry Time We Say Goodbye (Porter)                                                                         | Columbia 36767          | 16. November 1944  | 10. März 1945            | 12                  | 3      | Nan Wynn sang den Cole-Porter-Song erstmals in dem Musical Seven Lively Arts, bei dessen Uraufführung am 24. November 1944 in Philadelphia auch Goodman mit seinem Quintett (u. a. mit Red Norvo und Teddy Wilson) mitwirkte. Der spätere Jazzstandard wurde zu dieser Zeit auch von Stan Kenton, Teddy Wilson, Maxine Sullivan und Charlie Spivak interpretiert, jedoch nur Goodmans Version war in den Charts verzeichnet.                                                                              |
| Close as Pages in a Book (Fields – Romberg)                                                               | Columbia 36787          | 25. Februar 1945   | 12. Mai 1945             | 11                  | 4      | Sigmund Romberg (Musik) und Dorothy Fields (Text) schrieben den Song für das Broadway-Musical Up in Central Park, dessen Version von Goodmans Orchester als einzige in den Charts notiert war. |
| Gotta Be This or That (Skylar)                                                                            | Columbia 36813          | 27. April 1945     | 30. Juni 1945            | 2(1)                | 17     | Gotta Be This or That bot die seltene Gelegenheit, Benny Goodman als Sänger zu erleben. Der Erfolg des Titels führte zu weiteren Versionen von Sammy Kaye und Glen Grays Casa Loma Orchestra. |
| It’s Only a Paper Moon (Arlen – Harburg – Rose)                                                           | Columbia 36843          | 18. Juni 1945      | 29. September 1945       | 10                  | 1      | Dottie Reid war die Bandvokalistin in dem Jazzklassiker, den Harold Arlen und E. Y. Harburg 1932 für The Great Magoo geschrieben hatten und der nun durch das Filmmusical Too Young to Know wieder aktuell geworden war. Er war auch ein Erfolgssong für Nat King Cole und die Mills Brothers; er gehört inzwischen zu den Klassikern des Great American Songbook. |
| How Deep Is the Ocean (Berlin)                                                                            | Columbia 36754          | 8. Oktober 1941    | 6. Oktober 1945          | 19                  | 4      | Mit dieser Aufnahme wurde ein Irving-Berlin-Song von 1932 wieder aktuell, mit dem seinerzeit Guy Lombardo, Rudy Vallée und Ethel Merman erfolgreich waren. |
| I’m Gonna Love That Guy (Ash)                                                                             | Columbia 36843          | 18. Juni 1945      | 13. Oktober 1945         | 9                   | 1      | Auch die B-Seite von It’s Only a Paper Moon schaffte es für eine Woche in die US-Charts; der Song kam auch England und war unter dem Titel I’m Gonna Love That Gal mit Perry Como ebenso erfolgreich. |
| Symphony (Lawrence – Alstone)                                                                             | Columbia 36874          | 24. September 1945 | 8. Dezember 1945         | 2(1)                | 14     | Der Song stammte aus und war 1945/46 in fünf Versionen unter den Top 20 aufgeführt, so von Freddy Martin, Bing Crosby, Jo Stafford, Goodman und Guy Lombardo. Goodmans Vokalistin war Liza Morrow. |
| My Guy’s Come Back (McKinley – Powell)                                                                    | Columbia 36874          | 12. September 1945 | 8. Dezember 1945         | 12                  | 3      | In dieser Woche kam eine weitere Nummer Goodmans in die Charts, die sein Pianist Mel Powell nach einem Instrumental arrangiert hatte, das er zuvor für Glenn Millers Army Air Force Band geschrieben hatte. Der Text stammte vom Schlagzeuger Ray McKinley. Auch Helen Forrest und Dinah Shore nahmen den Song in dieser Zeit auf. |
| Give Me the Simple Life (Rudy – Bloom)                                                                    | Columbia 36908          | 20. November 1945  | 16. März 1946            | 13                  | 1      | Der Song war damals populär durch den Spielfilm Wake Up and Dream (1945, Regie: Lloyd Bacon), in dem ihn John Payne und Rube Bloom sangen. In die Charts kam der Titel durch Goodman und Bing Crosby. |
| I Don’t Know Enough About You (Lee – Barbour)                                                             | Columbia 37053          | 6. Februar 1946    | 3. August 1946           | 12                  | 1      | Nach den Mills Brothers kam der Titel in Goodmans Version ein letztes Mal in die Charts. Peggy Lee, Woody Herman, Bob Crosby und Gene Krupa hatten ihn ebenfalls im Repertoire. |
| Blue Skies (Berlin)                                                                                       | Columbia 37053          | 14. Mai 1946       | 17. August 1946          | 9                   | 4      | Irving Berlin schrieb Blue Skies 1927 für das Broadway-Musical Betsy. Bereits 1935 hatte Goodman eine Version des Songs aufgenommen, die jedoch nicht in die Charts gelangte. Als der Song durch das gleichnamige Film-Musical (1946, mit Fred Astaire) mit dem Gesang von Bing Crosby wieder populär wurde, gelang dies Goodmans Vokal-Neufassung mit dem Sänger Art Lund. Auch Count Basie (mit Jimmy Rushing) kam mit einer Vokalversion in die Charts.                                                |
| A Gal in Calico (Leo Robin – Arthur Schwartz)                                                             | Columbia 37187          | 22. Oktober 1946   | 11. Januar 1947          | 6                   | 6      | Der Song wurde durch das Film-Musical The Time, The Place and The Girl (1946) populär und war in vier Versionen in den Charts – Johnny Mercer, Tex Beneke, Bing Crosby und Benny Goodman kamen unter die Top 20. |
| Moon-Faces, Starry-Eyed (Hughes – Weill)                                                                  | Capitol 376             | 28. Januar 1947    | 26. April 1947           | 21                  | 3      | Für seine erste Session für das junge Musiklabel Capitol wählte Goodman einen Song von Kurt Weill, zu dem Langston Hughes den Text geschrieben hatte; er stammt aus deren Broadway-Musical Street Scene. Bandvokalist war Matt Dennis. |
| I Want to Be Loved (But by Only You) (Churchill)                                                          | Capitol 416             | 24. April 1946     | 13. September 1947       | 21                  | 3      | Der Song stammte von der Rhythm-and-Blues-Sängerin und Songwriterin Savannah Churchill, die mit ihrer Version ebenfalls in den Charts war; weitere Aufnahmen von I Want to Be Loved spielten Lionel Hampton, Cootie Williams und Sy Oliver ein. |
| For Every Man There’s a Woman (Arlen – Robin)                                                             | Capitol 15030           | 2. Dezember 1947   | 28. Februar 1948         | 25                  | 2      | Der Song wurde durch Tony Martin bekannt, der ihn in dem Film-Musical Casbah (1948, mit Yvonne de Carlo und Peter Lorre) gesungen hatte; Martin und Goodman kamen damit in die Charts. |
| Beyond the Sea (La Mer) (Lawrence – Trenet)                                                               | Capitol 15030           | 30. Dezember 1947  | 27. März 1948            | 26                  | 1      | Beyond the Sea war die englische Version von Charles Trenets Erfolgsschlager La mer und in Goodmans Repertoire ein recht ungewöhnlicher Titel, den man kaum unter Swing einordnen kann und der wohl wenig Anklang unter Goodmans Fans fand. Es war die einzige Version des Titels, die in den US-Charts verzeichnet war. |
| Dive Me Those Good Old Days (Powell)                                                                      | Capitol 15044           | 2. Dezember 1947   | 10. April 1948           | 24                  | 1      | Pianist Mel Powell schrieb diesen Spatitel, den Goodmans Orchester mit dem Vokalensemble The Sportsmen einspielte. |
| Somebody Else Is Taking My Place (Howard – Morgan – Ellsworth)                                            | Columbia                | 13. November 1941  | 19. Juni 1948            | 30                  | 1      | Columbia-Neuauflage des Nummer-1-Hits mit Peggy Lee von 1942. Der Song wurde durch das Film-Musical Sareg Goes to College (1947, mit Freddie Stewart) wieder aktuell. Der Recording ban des Jahres 1948 verhinderte weitere Neueinspielungen des Titels. |
| On a Slow Boat to China (Loesser)                                                                         | Capitol 15208           | 23. Oktober 1947   | 13. November 1948        | 7                   | 12     | Frank Loessers Song war 1957 in acht Versionen in den Charts, u. a. von Eddy Howard, Kay Kyser und Larry Clinton. |
| It Isn’t Fair (Himber – Warshhauer – Sprigato)                                                            | Capitol 860             | 24. März 1949      | 22. April 1950           | 13                  | 3      | Ein Song aus dem Jahr 1933 und lange Zeit die Erkennungsmelodie des Orchesters von Richard Himber, sowie ein Hit von Isham Jones. 1950 war der Song erneut populär und kam in Versionen von Goodman, Les Brown, Sammy Kaye und Bill Farrell in die Hitparaden. |
| I Never Say 'Never Again' Again (Harry Woods)                                                             | Columbia 39976          | 23. Februar 1953   | 1. August 1953           | 30                  | 1      | Dies war seit 1931 der letzte von insgesamt 164 Aufnahmen Goodmans in den Charts. I Never Say 'Never Again' Again (Hier mit Vokalistin Helen Ward) war insgesamt drei Mal in den Charts notiert, außer Goodman 1935 durch Ozzie Nelson und die Dorsey Brothers. |

## Trio-, Quartett- und Sextett-Aufnahmen
| Titel, Komponist(en)                                 | Musiklabel, Katalog-Nr. | Datum der Aufnahme | Datum des Charteintritts | Höchste Platzierung | Wochen | Anmerkungen |
| ---------------------------------------------------- | ----------------------- | ------------------ | ------------------------ | ------------------- | ------ | --- |
| Body and Soul (Heyman – Sour – Eyton – Green)        | Victor 25115            | 13. Juli 1935      | 7. September 1935        | 5                   | 8      | Eine Einspielung aus der ersten Plattensession des neuen Benny Goodman Trios und die zweite Jazzfassung der Klassiker (nach Louis Armstrong 1932). Gekoppelt war Body and Soul mit After You’ve Gone, das Oktober 1935 in die Charts kam. |
| After You’ve Gone (Creamer – Layton)                 | Victor 25115            | 13. Juli 1935      | 19. Oktober 1935         | 20                  | 1      | After You’ve Gone kam seit 1918 durch etliche Neueinspielungen immer wieder in die Charts, wie im Bereich des Jazz mit Bessie Smith (1927) und Louis Armstrong (1932) sowie nach Goodman durch Lionel Hampton und durch das Quintette du Hot Club de France.                                                                                         |
| Moonglow (Mills – Hudson – DeLange)                  | Victor 25398            | 21. August 1936    | 26. September 1936       | 8                   | 3      | Goodman beendet mit dieser Quartetversion mit Teddy Wilson, Lionel Hampton und Gene Krupa die Reihe der Hit-Nominierungen von Moonglow, mit dem er bereits 1934 in einer Bigband-Fassung unter den Top-20 verzeichnet war. |
| You Turnes the Tables on Me (Mitchell – Alter)       | Victor 25391            | 13. August 1936    | 3. Oktober 1936          | 1(2)                | 10     | Ein Song aus dem Filmmusical Sing, Baby, Sing (1936, mit Adolphe Menjou), in dem es Alice Faye gesungen hatte, wurde zu Goodmans sechstem Nummer-1-Hit. Als Helen Ward 1936 dieses Lied aufnahm, enttäuschte sie ihre Fans, da sie sich vorübergehend von der Bühne zurückzog, um zu heiraten.                                                       |
| Love Me or Leave Me (Gus Kahn – Walter Donaldson)    | Victor 25406            | 21. August 1936    | 10. Oktober 1936         | 4                   | 7      | Im neuen Arrangement von Fletcher Henderson kam Goodman mit diesem Song aus dem Broadway-Musical Whopee (1928) in die Charts. Der Song entstand in Hollywood, während das Goodman-Orchestra in dem Film The Big Broadcast of 1937 mitwirkte. |
| Exactly Like You (Fields – McHugh)                   | Bluebird 6605           | 24. September 1936 | 5. Dezember 1936         | 12                  | 2      | Insgesamt zwei Titel nahm Lionel Hampton als sänger mit dem Benny Goodman-Trio auf, Vibraphone Blues und Exactly Like You aus der Feder von Dorothy Fields und Jimmy McHugh, den sie 1930 für The International Revue geschrieben hatten. |
| China Boy (Winfree – Boutelje)                       | Victor 25333            | 24. April 1936     | 27. Juni 1936            | 9                   | 3      | Eine Komposition von 1922, die sich nach Hit-Platzierungen von Paul Whiteman, Red Nichols und Isham Jones mit dieser Aufnahme endgültig zum Jazz-Klassiker etablierte. Trotz unzähliger weiterer Einspielungen blieb es die letzte Hit-Notierung von China Boy.                                                                                      |
| Gone with ’What’ Wind (Basie – Goodman)              | Columbia 35404          | 7. Februar 1940    | 25. Mai 1940             | 20                  | 1      | Der Titel ist ein Wortspiel um den Buch- und Filmtitel Gone with the Wind; der Song wurde nur von Count Basie und vom Goodman-Sextett (zu dem Charlie Christian, Artie Bernstein, Nick Fatool, Lionel Hampton und Basie gehörten) eingespielt. |
| Soft Winds (Royal – Goodman)                         | Columbia 35320          | 22. November 1939  | 7. Februar 1940          | 30                  | 1      | Ein reiner Jazz-Titel, der nur in Goodmans Version in den Charts war, aber auch zu dieser Zeit von Erskine Hawkins und dem Casa Loma Orchestra eingespielt wurde. |
| As Long As I Live (Ted Koehler – Harold Arlen)       | Columbia 35901          | 7. November 1940   | 22. März 1940            | 24                  | 1      | Den Song hatte die erst sechzehnjährige Lena Horne erstmals 1934 in der Cotton Club Revue präsentiert. Goodman nahm ihn erstmals 1934 mit Jack Teagarden auf. Nur Goodman hatte einen Hit mit dem Song, den auch Ben Pollack (1938), Will Bradley (1939) und Bud Freeman (1939) einspielten.                                                         |
| These Things You Left Me (Dickinson – Lippman)       | Columbia 35910          | 18. Dezember 1940  | 26. Juli 1941            | 25                  | 1      | Einer der vielen Stücke, die Musikverlager auf den Markt brachten; er wurde u. a. auch von Charlie Barnet, Gene Krupa oder Eddie South aufgenommen. |
| Air Mail Special (Goodman – Christian)               | Columbia 36254          | 5. Mai 1941        | 2. August 1941           | 24                  | 1      | Das Stück, das zunächst Good Enough to Keep hieß, ist von einem Riff Charlie Christians dominiert, die im Verlauf des Stücks ständig wiederkehrt. Es wurde zu einer der beliebtesten Nummer im Programm des Goodman-Orchesters, in dem bei der Session Billy Butterfield und Cootie Williams wichtige Solisten waren.                                |
| Yours (Sheer – Rodriguez – Roig)                     | Columbia 36067          | 19. Februar 1941   | 16. August 1941          | 17                  | 1      | Nach Jimmy Dorsey war dies die zweite und letzte Hit-Notierung des Songs, der in den 1950er Jahren durch Vedry Lynn und Dick Contino ein weiteres Mal in die Charts kam. |
| I Got Band and That Ain’t Good (Ellington – Webster) | Columbia 36421          | 2. Oktober 1941    | 15. November 1941        | 25                  | 1      | Mit diesem Ellington-Klassiker kam die junge Peggy Lee zum ersten Mal in die Charts, die seit August ’41 die Nachfolgerin von Helen Forrest war. Den Song nahmen in dieser Zeit außerdem Bunny Berigan, Les Brown, Jimmy Dorsey, Ella Fitzgerald und Earl Hines auf.                                                                                 |
| Winter Weather (Shapiro)                             | OKeh 6516               | 27. November 1941  | 10. Januar 1942          | 24                  | 1      | Ted Shapiro schrieb diesen Song, das von dem 19-jährigen Mel Powell arrangiert wurde. Auch Tommy Dorsey (mit Jo Stafford) und Fats Waller nahmen Winter Weather ebenfalls auf. |
| Blues in the Night (Mercer – Arlen)                  | OKeh 6553               | 24. Dezember 1941  | 14. Februar 1942         | 20                  | 1      | Neben der Goodman-Band mit Peggy Lee war die Sängerin Dinah Shore in dieser Woche mit dem Song in den Hitparaden. Rosemary Clooney war 1952 erneut mit Blues in the Night erfolgreich. |
| The Way You Look Tonight (Fields – Kern)             | Columbia 36594          | 10. März 1942      | 27. Juni 1942            | 21                  | 1      | Dorothy Fields und Jerome Kern schrieben den Song 1936 für das Film-Musical Swing Time mit Fred Astaire. Goodmans Version war bereits die vierte Notierung des Songs in den Charts, der zu einem Jazz-Klassiker werden sollte. In Goodmans Sextetts spielten hier u. a. Mel Powell, Sid Weiss und Lou McGarity; Bandvokalistin ist wieder Peggy Lee. |
| Don’t Be a Baby, Baby (Kaye – Steiner)               | Columbia 36967          | 8. März 1946       | 25. Mai 1946             | 11                  | 1      | In Sextett-besetzung (u. a. mit Cozy Cole, Mel Powell und dem Sänger Art Lund) entstand dieser Tagesschlager, der auch in der Version der Mills Brothers in den Hitparaden erfolgreich war. Tommy Dorsey und Trummy Young spielten den Song ebenfalls ein.                                                                                           |
| Oh Babe (Prima – Kabak)                              | Columbia 39045          | 1948               | 2. Dezember 1950         | 25                  | 3      | Ein Hit, den Louis Prima geschrieben hatte, von dem Goodmans Erfolgstitel Sing, Sing, Sing stammte. |

## Auszeichnungen für Musikverkäufe
| Goldene Schallplatte - Vereinigte Staaten - 1997: für das Album Live At Carnegie Hall |

| Land/RegionAuszeichnungen für Musikverkäufe (Land/Region, Auszeichnungen, Verkäufe, Quellen) | Gold  | Platin | Verkäufe | Quellen  |
| -------------------------------------------------------------------------------------------- | ----- | ------ | -------- | -------- |
| Vereinigte Staaten (RIAA)                                                                    | Gold1 | —      | 500.000  | riaa.com |
| Insgesamt                                                                                    | Gold1 | —      |          |          |